# Micropsectra appendica
Micropsectra appendica е насекомо от разред Двукрили (Diptera), семейство Хирономидни (Chironomidae). Съществува в Норвегия и Швеция.